# Gårdskors

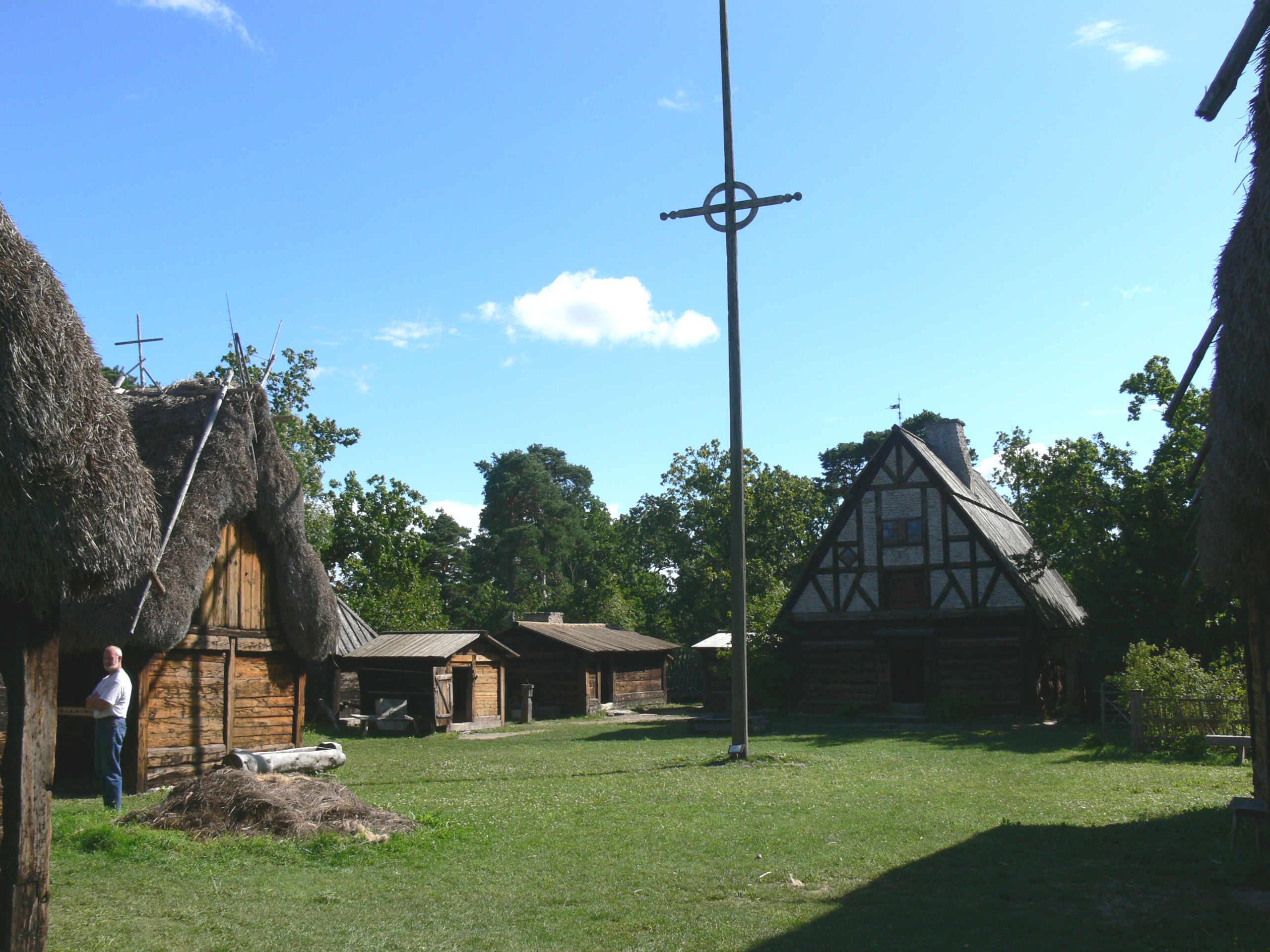
Gårdskors på Bunge museum.

Ett gårdskors är en traditionell gutnisk företeelse som fortfarande förekommer på vissa större gotländska gårdar.   
Gårdskorset är tillverkat i trä och utgörs i sin enklaste form av ett kors med en cirkel omkring skärningspunkten (liknande ett solkors). Gårdskorsen är ofta högre än gårdens hus och tjärade för att motstå väder och vind.
Traditionen med gårdskors antas härstamma från den första kristna tiden och ska då ha rests för att visa att gården invånare var kristna. Det finns även teorier om att gårdskorsets cirkel har förkristen bakgrund. I äldre tider var det vanligt att gårdens folk höll andakt vid gårdskorset. Gårdskorsen antas allmänt beskydda gården. 